# Bernardino López de Carvajal
Pour les articles homonymes, voir Carvajal.
Bernardin de Carvajal, 1456 à Plasencia -1523 à Rome, neveu de Jean de Carvajal, fut créé cardinal en 1493 par Alexandre VI au titre cardinalice des Santi Marcellino e Pietro.

## Biographie
Ambassadeur d'Espagne à Rome, il prit parti pour Louis XII et l'empereur Maximilien contre le pape Jules II, participa au concile de Pise (1511), et fut pour ce fait excommunié et dépouillé de la pourpre ; mais, sous Léon X, ayant reconnu ses torts, il fut rétabli dans ses dignités (1513).

## Source
Cet article comprend des extraits du Dictionnaire Bouillet. Il est possible de supprimer cette indication, si le texte reflète le savoir actuel sur ce thème, si les sources sont citées, s'il satisfait aux exigences linguistiques actuelles et s'il ne contient pas de propos qui vont à l'encontre des règles de neutralité de Wikipédia.